# Chaemwaset (Sohn von Ramses III.)
Chaemwaset (auch Cha-em-Waset) war ein Sohn von Ramses III. und möglicherweise der drittälteste. Er trug den Titel eines „Sem-Priesters des Ptah“ und erscheint in der Prinzenprozession von Medinet Habu an achter Stelle. Der Sarkophag in seinem Grab QV44 im Tal der Königinnen trägt eine Inschrift, die in die Regierungszeit von Ramses IV. datiert. Die Mumie von Chaemwaset wurde bisher nicht gefunden, doch deutet die sorgfältige Gestaltung seines vollendeten Grabes nicht auf einen frühzeitigen Tod hin. Die Titel „Ältester Königssohn“ und „Erster Königssohn“, die auch bei einigen seiner Brüder auftreten, trägt er nur in QV44, und sie scheinen dort nur von religiöser Bedeutung zu sein.  Weitere bekannte Titel sind „Herr des Lebens beider Länder“ und „Wedelträger zur Rechten des Königs“.

Der Deckel des äußeren Sarkophags von Chaemwaset. Museo Egizio, Turin.